# دیتماروویتسه
دیتماروویتسه (به چکی: Dětmarovice) یک منطقهٔ مسکونی در جمهوری چک است که در ناحیه کاروینا واقع شده‌است. دیتماروویتسه ۱۳٫۷۶ کیلومتر مربع مساحت و ۴٬۰۷۹ نفر جمعیت دارد و ۲۱۴ متر بالاتر از سطح دریا واقع شده‌است.